# Ángel azul (cóctel)
El Ángel azul es un cóctel alcohólico italiano.

## Historia
El origen del Ángel azul ha sido bastante oscuro durante mucho tiempo. Una hipótesis previamente acreditada afirmaba que el cóctel fuera una variante del Blue Lagoon, nacida en Italia entre los años cincuenta y los años sesenta. El cóctel, conocido casi exclusivamente en Italia, se ha hecho famoso desde la década de los años noventa, periodo en el que los clientes de las discotecas empezaron, dado la elevada tendencia al alcohol, a solicitarlo.
En noviembre de 2020, la revista Bartales pública un artículo firmado por Bastian Contrario en la cual atribuye la creación del cóctel al histórico barman de la Capital Giovanni Mammina. Múltiples son los testimonios en tal sentido, además de que tal paternidad explica perfectamente el periodo de difusión y el hecho de que el cóctel esté difundido casi exclusivamente en Italia.
Se trata por tanto de uno de los últimos "clásicos" italianos.

## Receta
La receta original de Mammina incluía ginebra, cointreau y Curasao azul. Nunca ha sido codificado por el Iba, que en cambio, en el 1987, codificó el Blue Lagoon. Y aunque sea contemporáneo, es una bebida diferente: 1/10 de curasao azul, 3/10 de zumo de limón y 6/10 de vodka.

## Composición

### Ingredientes
- 6 cl de Ginebra
- 2 cl de triple seco o (Cointreau)
- 0,5 cl de Curasao azul

### Preparación
Verter los ingredientes en un coctelera llena de hielo, agitar y verter en una copa de martini previamente enfriada. La adición de sweet'n'sour o de zumo de limón o lima es opcional. Decorar eventualmente con una cáscara de limón o lima.

## Variantes
Dado que no hay una codificación oficial, existen varias versiones de este cóctel. Generalmente, hay modificaciones respecto a las proporciones de los tres ingredientes; la fórmula más utilizada incluye una parte de ginebra, una parte de triple seco y una parte de curasao azul. Otras variantes implican una variación o la adición de ingredientes. Entre las más comunes se encuentran:
- Bomba Azul: versión de trago largo en la que se añaden 9 cl. de limonada o gaseosa, se sirve luego mezclado en un vaso alto.
- Diablo Rojo (o Demonio Rojo ): se sustituye el curasao azul por bíter (es. Campari).
- Orishas Azul (o Ángel Azul ): se sustituye la ginebra por ron blanco.
- Valquiria Azul: se sustituye la ginebra por vodka.